# قيساريات الكفاح

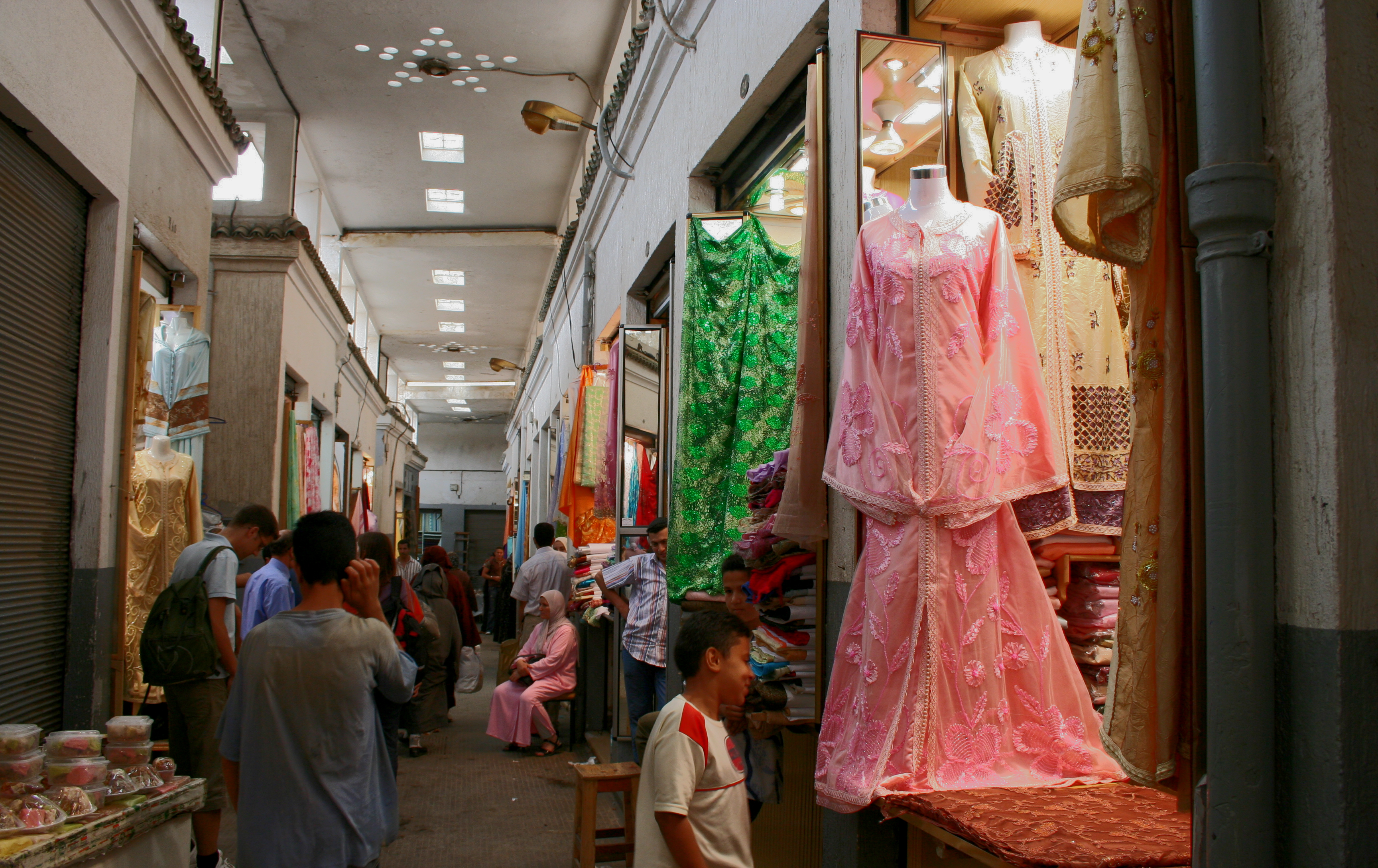
زُقاق نموذجي في القيسارية (قبل عمليات الترميم الأخيرة)

قيساريات الكفاح أو القيسارية هو بازار تاريخي في فاس البالي بمدينة فاس المغربيَّة. تقع بين زاوية مولاي إدريس الثاني وَجامع القرويين.
يرتبطُ مُصطلح القيسارية (وهو مُصطلحٌ يُستخدم أيضًا في أجزاء أخرى من العالم الإسلامي وأحيانًا يُترجم من العربية باسم القيصرية) بِسُوق العطَّارين ويتكون من شبكة قريبة من الممرات والأزقة المليئة بمئات المحلات التجارية. يعتبرُ جزء واحد فقط من منطقة تجارية أكبر وشبكة من الأسواق في جميع أنحاء المدينة، ولكنه كان تقليديًا أكثر المجمعات التجارية فخامة والأكثر مركزية. كما عُثِرَ على عدد من الصناديق (نزل تجارية ومستودعات) في مكان قريب، مثل فندق الشماعين. كان هذا الترتيب للبازار المخطط في قلب المدينة، بالقرب من أهم المعالم الدينية والمدنية، نموذجًا للعديد من المدن الكبرى في العالم الإسلامي.
أُنشئَ البازار خلال فترة حُكم الأدارسَة المبكرة للمدينة (القرنين التاسع والعاشر الميلاديين). ومع ذلك، فقد أعيد بناء شوارعها ومنازلها مرة واحدة على الأقل بعد الدمار المزدوج الناتج عن حريق في عام 1324 وفيضان عام 1325، ثمَّ مرة أخرى في عشرينيات القرن العشرين بعد حريق آخر، وفي ذلك الوقت أُعيد بناء العديد من الهياكل بالخرسانة. استبدلت التجديدات الأخيرة، في عامي 2016 و 2017، أسقف الشوارع بأسقف خشبية جديدة، وأجرت إصلاحات مختلفة وتحسينات عملية، وإضافة زخرفة القرميد على طول الجدران السُفلى.

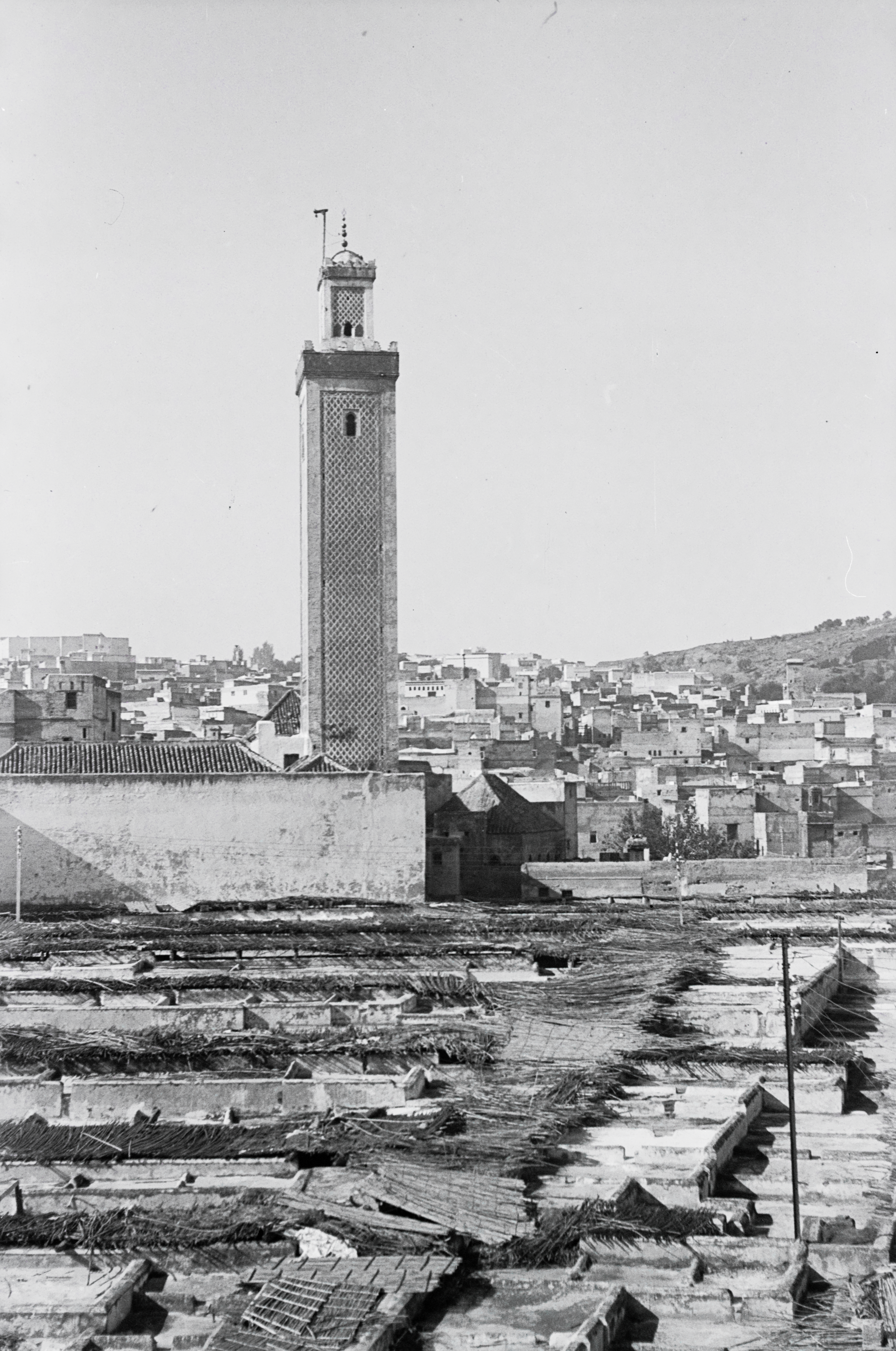
منظر على سطح القيسارية في عام 1932، مع ارتفاع مئذنة زاوية مولاي إدريس الثاني.
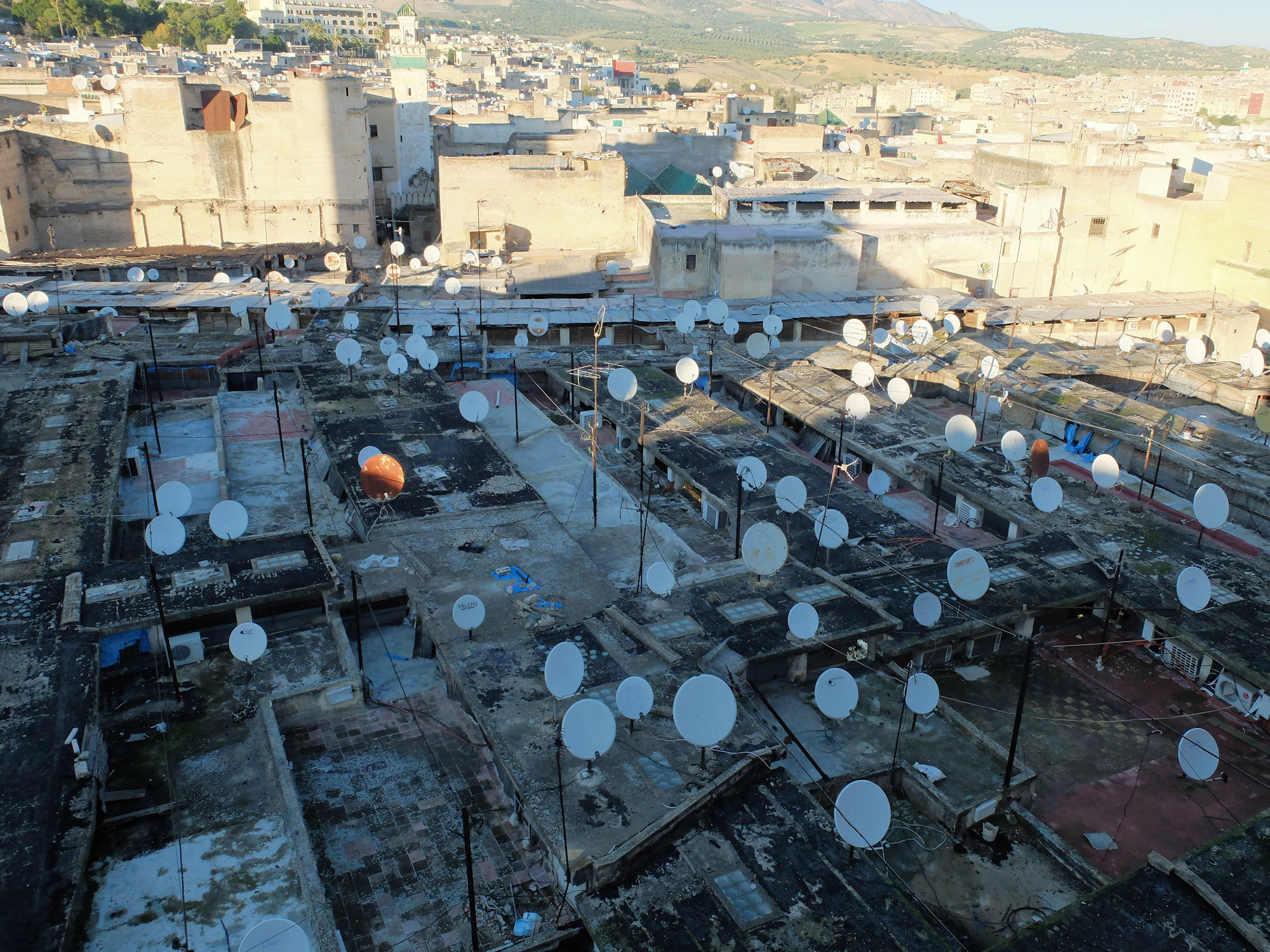
منظر على سطح القيسارية في عام 2014، قبل التجديدات الأخيرة التي حلت محل الأسقف.
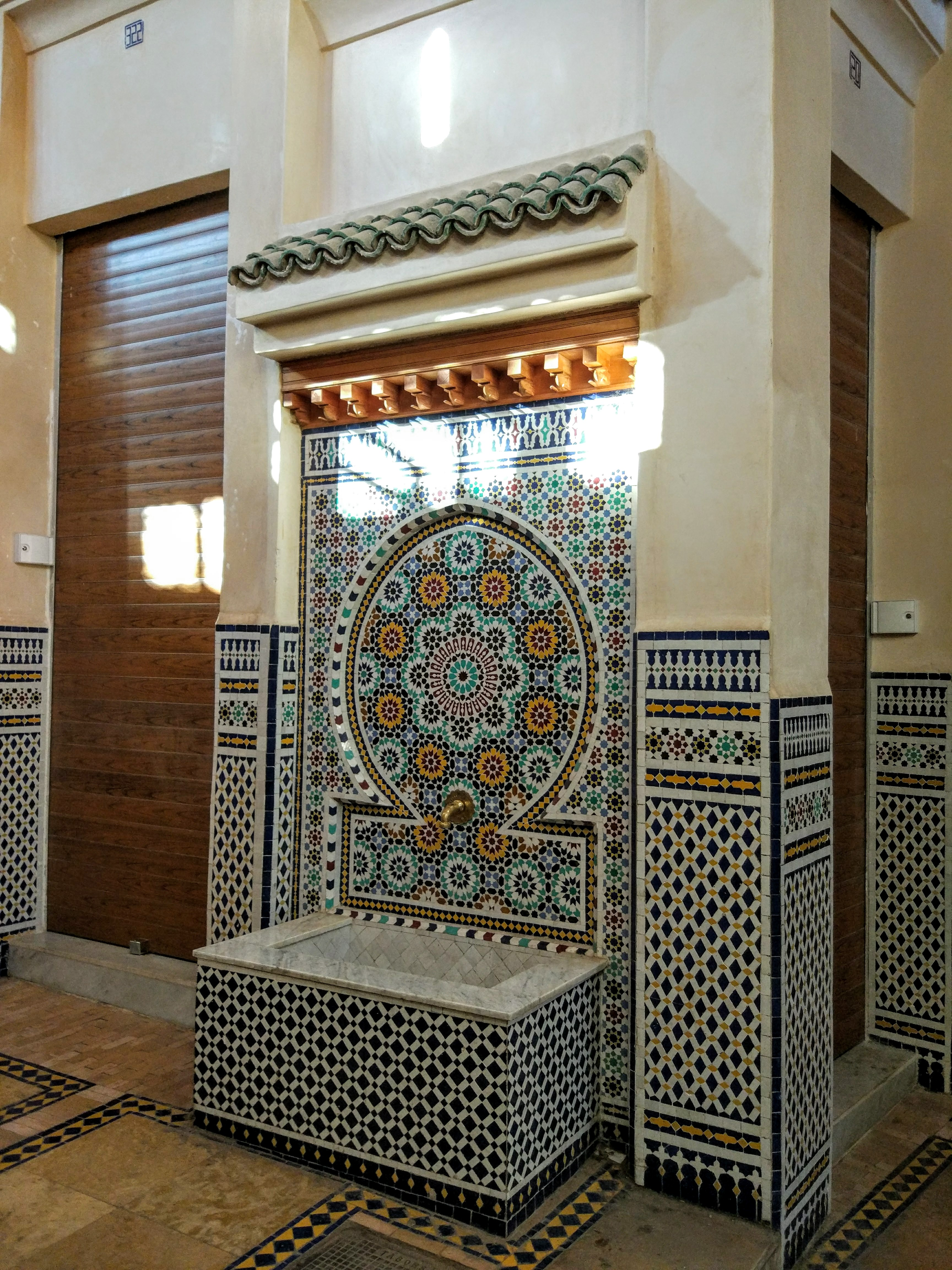
نافُورة مزينة بالزليج في القيسارية عام 2017، بعدَ التجديدات الأخيرة.